# Furna das Pombas (Agualva)
Furna das Pombas é uma gruta portuguesa localizada na freguesia da Agualva, concelho da Praia da Vitória, ilha Terceira, arquipélago dos Açores.
Esta cavidade apresenta uma geomorfologia de origem vulcânica posta a descoberto pela erosão e localizada em arriba. Apresenta um comprimento de 76 m. por uma largura máxima de 5.4 metros e uma altura também máxima de 10 m. Devido às suas carateristicas geomofológicas encontra-se classificada na Rede Natura 2000.